# Tozinameran
Tozinameran (INN), pod zaščitenim imenom Comirnaty, je cepivo proti covidu 19, ki ga je razvilo podjetje BioNTech v sodelovanju s Pfizerjem. Gre za prvo cepivo proti covidu 19, ki so ga nekatere zahodne agencije za zdravila dovolile za uporabo v izjemnih razmerah ter prvo odobreno cepivo s strani teh agencij.
Daje se v obliki intramuskularnih injekcij (injiciranje v mišico). Gre za RNK-cepivo, ki vsebuje informacijsko RNK (mRNA) s spremenjenimi nukleozidi, z mutiranim zapisom koničastega proteina virusa SARS-CoV-2. mRNA je enkapsulirana v lipidnih nanodelcih. Potrebno je cepljenje z dvema odmerkoma v razmiku treh tednov. Učinkovitost preprečevanja hude oblike okužbe pri otrocih, nosečnicah in bolnikih z imunsko pomanjkljivostjo ni znana, prav tako ni znano trajanje zaščite.
S kliničnim preskušanjem cepiva so začeli aprila 2020, do novembra 2020 pa je bilo preskušeno že na več kot 40.000 posameznikih. Vmesna analiza podatkov preskušanja je pokazala več kot 90-odstotno učinkovitost preprečevanja okužbe po sedmem dnevu po drugem odmerku. Najpogostejši neželeni učinki zajemajo blago do zmerno bolečino na mestu injiciranja, utrujenost in glavobol. Poročila o hudih neželenih učinkih, kot je alergijska reakcija, so bila zelo redka, o dolgoročnih zapletih pa niso poročali (podatek za december 2020).

## Razvoj in financiranje
Pred cepivom proti covidu 19 ni bilo nobeno cepivo proti katerikoli nalezljivi bolezni proizvedeno v manj kot nekaj letih, prav tako pa ni obstajalo nobeno cepivo za preprečevanje drugih koronavirusnih okužb pri človeku. Nov koronavirus so odkrili decembra 2019, z razvojem cepiva BNT162b2 pa so pričeli 10. januarja 2020, ko so objavili zaporedje genoma virusa SARS-CoV-2. Širjenje novega virusa je sprožilo mednarodni odziv v smislu priprav na izbruhe ter pohitritve razvoja potencialnih cepiv.
Januarja 2020 je nemško biotehnološko podjetje BioNTech zagnalo program »Lightspeed« za razvoj cepiva proti novemu koronavirusu na osnovi že vzpostavljene tehnologije mRNA.
V laboratorijih v nemškem Mainzu so razvili več kandidatnih cepiv, 20 od njih pa so predstavili strokovnjakom Inštituta Paula Ehrlicha v Langnu. Klinične raziskave 1. in 2. faze za štiri različna kandidatna cepiva so začeli 23. aprila 2020 v Nemčiji in 4. maja 2020 v ZDA. Prva registracijska klinična raziskava 2./3. faze za kandidatno cepivo BNT162b2 se je začela izvajati julija 2020. Rezultati klinične raziskave 3. faze so bili objavljeni 18. novembra 2020 in so kazali na 95-odstotno učinkovitost cepiva.
Družba Fosun je marca 2020 vložila v podjetje BioNTech 135 milijonov dolarjev in s tem pridobila 1,58 milijona BioNTechovih delnic ter pravice za trženje cepiva BNT162b2 na Kitajskem, v Hong Kongu, Macau in na Tajvanu. Podjetje BioNTech je za razvoj cepiva proti covidu 19 pridobilo tudi denarna sredstva nemške vlade, in sicer 375 milijonov evrov, ter 100 milijonov od Evropske komisije in Evropske investicijske banke.

### Klinična preskušanja
Preliminarni rezultati kliničnih preskušanj 1./2. faze so bili objavljeni oktobra 2020 in so pokazali ugodno učinkovitost in varnost. Istega meseca je Evropska agencija za zdravila (EMA) pričela s sprotnim pregledom dokumentacije cepiva BNT162b2. Gre za kontinuirano klinično preskušanje, ki je prešlo v 3. fazo. Klinično preskušanje je randomizirano, nadzorovano s placebom in delno slepo, s ciljem ovrednotiti ustrezen odmerek, izbrati ustrezno kandidatno cepivo (izmed dveh vključenih cepiv, BNT162b1 in BNT162b2) ter ovrednotiti učinkovitost in varnost pri zdravih posameznikih. Tekom preskušanja so izbrali cepivo BNT162b2 za nadaljnje vrednotenje pri večjem številu posameznikov in določitev učinkovitosti in varnosti. Vključenih je bilo več držav in več deset tisoč posameznikov, ki so prejeli preskušano cepivo. V kliničnem preskušanju podjetje BioNTech sodeluje s Pfizerjem in Fosunom.
V 3. fazi preskušanja vrednotijo varnost, učinkovitost, prenašanje in imunogenost cepiva BNT162b2 v dveh srednjih odmerkih (v začetnih fazah so vrednotili tudi nizek odmerek) v razmiku 21 dni pri posameznikih iz treh starostnih skupin: 12–15 let, 16–55 let in nad 55 let. EMA je potrdila 95-odstotno povprečno učinkovitost cepiva.
| Opazovani dogodek za učinkovitost                                                       | Učinkovitost (95-% interval zaupanja) [%] |
| --------------------------------------------------------------------------------------- | ----------------------------------------- |
| Po 1. odmerku in pred 2. odmerkom                                                       | 52,4 (29,5, 68,4)                         |
| ≥ 10 po 1. odmerku do 2. odmerka                                                        | 86,7 (68,6, 95,4)                         |
| 2 do 7 dni po 2. odmerku                                                                | 90,5 (61,0, 98,9)                         |
| ≥ 7 dni po 2. odmerku (posamezniki brez dokazane okužbe v času do 7. dne po 2. odmerku) |                                           |
| Skupno                                                                                  | 95,0 (90,0, 97,9)                         |
| 16–55 let                                                                               | 95,6 (89,4, 98,6)                         |
| ≥ 55 let                                                                                | 93,7 (80,6, 98,8)                         |
| ≥ 65 let                                                                                | 94,7 (66,7, 99,9)                         |

Preskušanje 3. faze v teku je načrtovano za obdobje od 2020 do 2022 in je zasnovano za ovrednotenje učinkovitosti cepiva BNT162b2 pri preprečevanju hude okužbe ter trajanja imunskega odziva.

## Tehnologija in mehanizem
BioNTechova tehnologija cepiva BNT162b2 temelji na informacijski RNK (mRNA) s spremenjenimi nukleozidi, ki nosi zapis za koničasti protein s površine koronavirusa SARS-CoV-2. Koničasti protein, ki nastane s prevajanjem mRNA, sproži imunski odziv organizma s tvorjenjem protiteles. Po injiciranju cepiva namreč nekatere celice v telesu preberejo navodila mRNK in začasno proizvedejo koničasti protein. Imunski sistem osebe nato to beljakovino prepozna kot tujek in ustvari protitelesa ter aktivira limfocite T, da ga napadejo. Če kasneje oseba pride v stik z virusom SARS-CoV-2, ga imunski sistem prepozna in brani organizem pred njim. mRNK iz cepiva ne ostane v telesu, ampak se razgradi kmalu po cepljenju.
Cepivo BNT162b2 so pri podjetju BioNTech izbrali kot najobetavnejše med štirimi kandidatnimi cepivi, ki so jih vse razvili s podobno tehnologijo. Preden so izbrali BNT162b2 za nadaljnje raziskave, sta BioNTech in Pfizer z njim izvedla klinično preskušanje 1. faze v Nemčiji in ZDA, podjetje Fosun pa klinično preskušanje 1. faze na Kitajskem. V teh preskušanjih 1. faze je cepivo BNT162b2 izkazalo boljši varnostni profil kot druga tri kandidatna cepiva podjetja BioNTech.

### Nukleotidno zaporedje
Nukleotidno zaporedje modRNA (informacijska RNK s spremenjenimi nukleozidi) tozinamerana meri v dolžino 4.284 nukleotidov ter ima molekulsko maso okoli 1388 kDa. Vključuje dva spremenjena nukleozida oziroma dve točkovni mutaciji v osrednji vijačnici; gre za mutacijo dveh aminokislin v prolin.

## Neželeni učinki
Med kliničnim preskušanjem niso opazili hudih neželenih učinkov, povezanih s cepivom. Najpogostejši neželeni učinki vključujejo blago do zmerno bolečino na mestu injiciranja, utrujenost, glavobol, otekanje na mestu injiciranja, bolečine v mišicah in sklepih, mrzlico in vročino. Pri manj kot eni od deset oseb sta se pojavila rdečina na mestu injiciranja in siljenje na bruhanje, še redkeje pa so poročali o srbečici na mestu injiciranja, bolečini v okončini, povečanih bezgavkah, težavah s spanjem, občutku nelagodja in oslabelosti mišic na eni strani obraza. Med spremljanjem cepiva na trgu so zaznali primere driske in bruhanja.

## Kontraindikacije
Osebe, ki vedo, da so alergične na katero koli od sestavin cepiva, cepiva ne smejo prejeti. Osebe, ki so imele hudo alergijsko reakcijo po prvem odmerku cepiva, ne smejo prejeti drugega odmerka. Zaradi posameznih poročil o alergijskih reakcijah pri cepljenih osebah v Veliki Britaniji se iz previdnostnih razlogov cepivo odsvetuje pri osebah, ki so v preteklosti že doživele anafilaktično reakcijo.